# 大東島紙幣
大東島紙幣（だいとうじましへい）とは、沖縄県の大東諸島において使用されていた紙幣類似証券の商品引換券のことである。正式には「南北大東島通用引換券」とよばれ、本来は砂糖手形であったものが島の流通貨幣となったものである。別名を玉置紙幣ともいう。

## 発行の背景
大東諸島は以前は無人島であったが、1885年に日本領に編入されていた。1900年に玉置半右衛門を中心とした八丈島からの開拓団が大東諸島の開拓を開始し、サトウキビの栽培や製糖業を営む企業である玉置商会が島全体を所有していた。また特例として町村制は施行されず島の自治が全面的に委ねられていた。即ち、日本の行政機関による地方行政が及ばない、公的届出すら事実上不可能な「社有島」であった。警察官も戦前の警察制度にあった請願巡査であり、玉置商会が人件費を負担していた。
島民も玉置商会の管理的役職の者を除き、全て製糖会社にサトウキビを納める小作農などの使用人であり、島への渡航手段から商店・学校・郵便局などに到るまで、すべて社有であった。このように島のあらゆる社会資本や住民は全て玉置商会の管理下に置かれていた。島民すべてが玉置商会の使用人（従業員）であったほか、島の生活物資を販売する商店も玉置商会が経営しており、給料として支払われる金銭は全て会社発行の商品引換券であったため、事実上大東諸島における通貨として機能していた。

## 紙幣の概略
島を支配していた玉置商店が発行していた引換券は1銭から10円までの6種類であった。そのうえ島内では日本政府発行の硬貨や日本銀行券は一切流通していなかったため、島内の子供も日本の正式な通貨だと思い込んでいたという。玉置商会からすれば島の住民に支払うべき現金を用意する必要が無く、その資金を運用することで大きな利益を上げていたという。
また玉置商店の紙幣は島でしか使えないため、島から出る時は玉置商会の事務所で日本円と交換できるとされていたが、これによって出稼ぎ労働者が勝手に島から逃げ出すのを防ぐ効果もあった。同様の制度はハンセン病療養所の特殊通貨や西表島での炭坑切符（西表炭坑を参照）、さらに東南アジアにあったプランテーション農場の労働者にも適用されており、日本国内における植民地的経営の実例や隔離を目的とした疑似通貨であったといえる。
その後、玉置商会の島における権益は1916年に東洋製糖へ売却され、1927年に東洋製糖が大日本製糖に吸収合併されたが、玉置商店が行っていた引換券の発行は続けられていたとされている。現在は北大東村民俗資料館で2枚、南大東村のふるさと文化センターで1枚が保存されている。
なお、これらの引換券が経営企業が変わる際にどのようにして交換されたかや、いつまで流通していたかについては記録に乏しく不明な点が多い。なお、第二次世界大戦後には大日本製糖の「土地、資産、貯蔵品の一切」が琉球列島米国軍政府により接収されており、それらが沖縄民政府に引き継がれたことで1946年6月12日に大東諸島での村制が施行され、住民による「自治」が実現している。